# Alemani

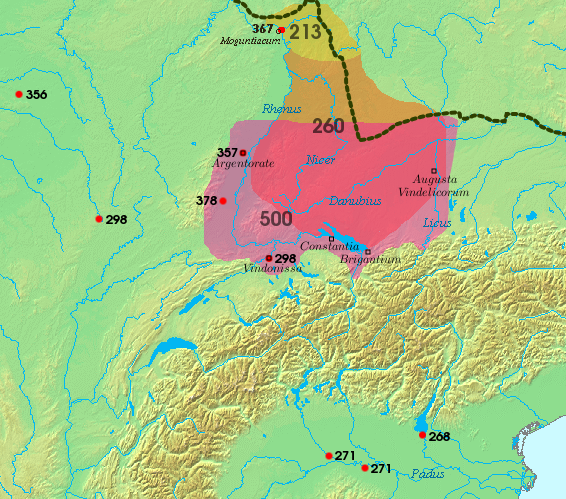
Spaţiu geografic ocupat de către alemani, şi locurile unde au avut loc bătălii romano-alemanice, secolele III-VI.

Alemanii sau alamanii au fost inițial o alianță a triburilor germanice situate în jurul Rinului superior din sudul Germaniei de azi.
Una dintre primele referiri la ei este porecla „Alamannicus” dată conform legendelor împăratului roman Caracalla, care a domnit în Imperiul Roman (211-217) și a susținut că a fost învingătorul lor. Natura acestei alianțe și afilierea tribală anterioară a lor rămân nesigure. Alianța a fost una agresivă, ea ataca provincia romană Germania Superior ori de câte ori putea. În general a urmat în linii mari exemplul francilor, prima alianță tribală germanică, care i-au împiedicat pe romani să se extindă la nord de Rinul Inferior și care ulterior au invadat provincia romană Germania Inferior.
Încă din primul secol, Rinul a devenit granița dintre Galia romană și triburile din Germania. Popoarele germanice, celții și triburile mixte celto-germanice s-au stabilit în ținuturile situate de-a lungul ambelor maluri. Romanii au grupat aceste teritorii în două provincii, Germania Inferior și Germania Superior, situate de-a lungul Rinului inferior (nord) și superior (sud).
Germania Superioară includea regiunea dintre Rinul superior și Dunărea superioară (regiunea Munții Pădurea Neagră, care a fost mai mare decât cea de azi; vezi Pădurea Hercinică). Romanii numeau această regiune Agri Decumates (teritoriile Decumates), o denumire de origine necunoscută. Unii au tradus expresia cu „cele zece cantoane”,  dar nu este cunoscut ale cui erau cantoanele.
Frontiera romană exterioară fortificată (limesul) din jurul zonei Germania Superior a fost numită „Limes Germanicus”. Cetele războinice de alemani au trecut frecvent limesul, atacând Germania Superior, și s-au deplasat în Agri Decumates.
Ca o confederație, din secolul al V-lea, alemanii s-au stabilit în Alsacia și s-au extins în Podișul Elvețian, precum și în părți din ceea ce sunt acum Bavaria și Austria, ajungând la văile din Alpi până în secolul al VIII-lea.

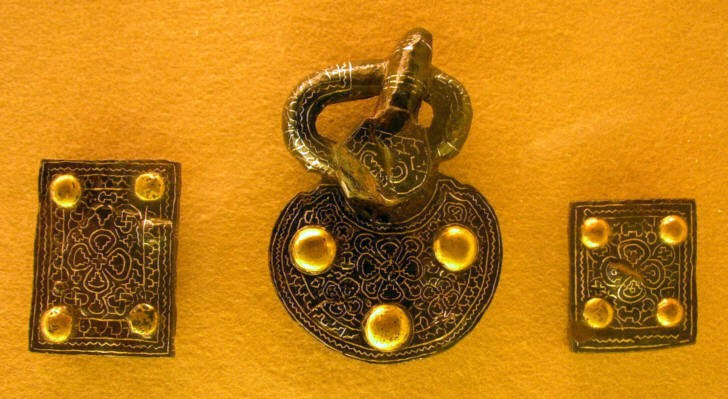
Centuri alemane, dintr-un mormânt din secolul al VII-lea de la Weingarten.

Conform Historia Augusta, locuitorii confederației în secolul al III-lea au fost încă numiți simplu „germani”. O parte din popularitatea lui Proculus în Galia, un uzurpator imperial din anul 280, se datora succesului din lupta lui împotriva alemanilor. Alemanii, ulterior, au devenit națiunea „Alemania”, care a fost uneori independentă, dar cel mai adesea a fost condusă de franci. Numele de Germania și limba germană, în limba franceză: „Allemagne”, „allemand”, în portugheză: „Alemanha”, „alemão” și în limba spaniolă: „Alemania”, „alemán” sunt derivate din numele acestui popor germanic. De asemenea, persana și araba desemnează pe germani drept „almaani”, iar Germania drept „Almaan” în limba persană și „Almaania” în limba arabă. În turcă „german” se spune „alman”, iar „Germania” se numește „Almanya”.
Regiunea alemanilor a fost întotdeauna neunitară și a cuprins un număr de diverse zone și teritorii reflectând originile sale mixte. În Evul Mediu timpuriu, teritoriul a fost împărțit și a aparținut de:
- Eparhia de Strasbourg, care datează de la aproximativ 614
- teritoriul „Augusta Vindelicorum” (Augsburg), începând din 736
- Arhiepiscopia „Moguntiacum” (Mainz), de la 745
- „Basilia” (Basel), de la 805

Legile sale erau codificate sub Carol cel Mare ca Ducat al „Alamania” în Suabia (Schwaben). Astăzi, urmașii alemanilor sunt împărțiți pe teritoriul a patru națiuni: Franța (Alsacia), Germania (Suabia și Bavaria), Elveția și Austria, iar limba germană vorbită în aceste regiuni are dialecte distinctive regionale.

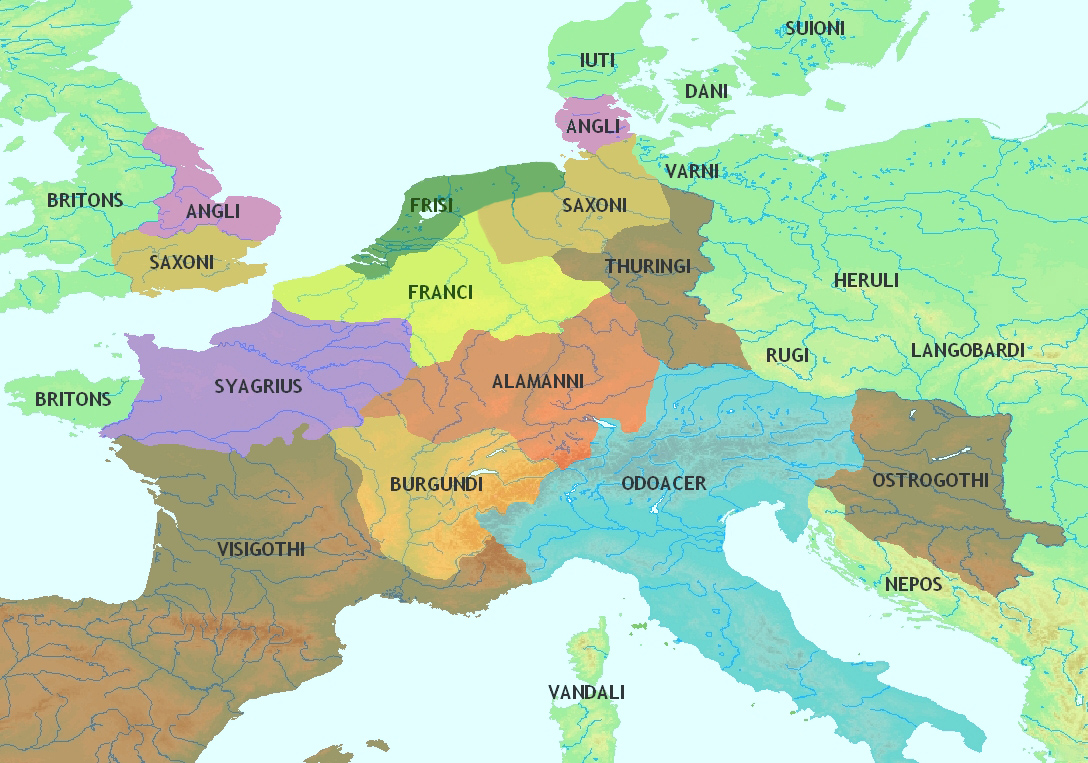
Europa Centrală în secolul al V-lea.

## Limba

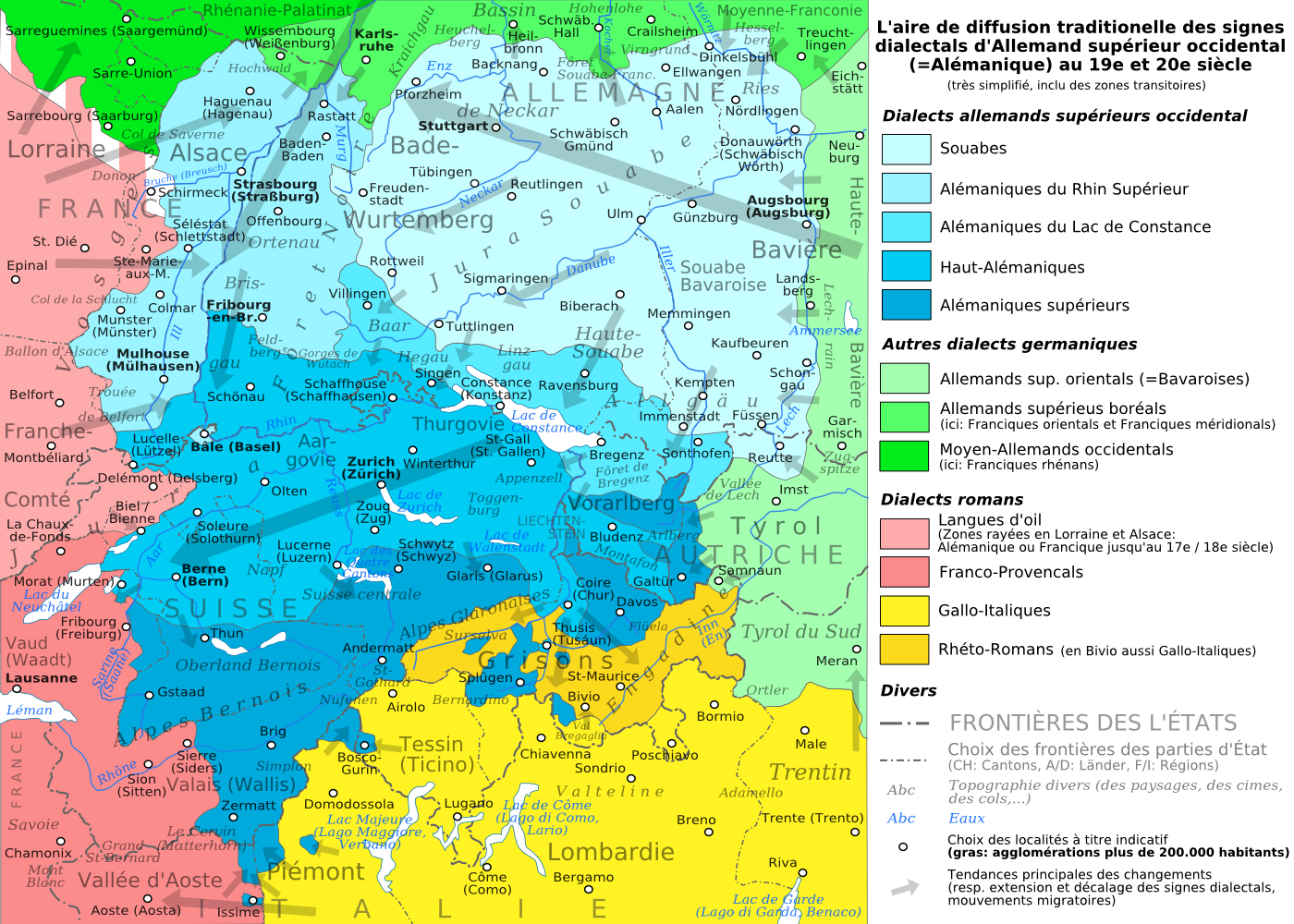
Distribuţie contemporană de dialecte alemanice

Astăzi germana vorbită în zona unde au trăit alemani este numită „germană alemanică” și este recunoscută în rândul subgrupei limbilor germanice. Inscripțiile runice alemanice, cum ar fi cele de pe „catarama de la Pforzen”, sunt printre cele mai vechi mărturii din vechea germană.
„Alemania” a pierdut identitatea distinctă jurisdicțională atunci când Charles Martel a încorporat-o în Imperiul francilor, la începutul secolului al VIII-lea. Astăzi termenul de „alemanic” este un termen lingvistic, referindu-se la „germana alemanică”, care cuprinde dialectele din sudul landului Baden-Württemberg (două treimi), din vestul Bavariei, din Vorarlberg (Austria), germana elvețiană în Elveția și limba alsaciană din Alsacia (Franța).

## Origine

### Nume
Potrivit lui Asinius Quadratus (citat la mijlocul secolului al VI-lea de istoricul bizantin Agathias), numele lor înseamnă „toți oamenii”. Aceasta indică faptul că aceștia au fost un conglomerat format de la diverse triburi germanice. 
„Walafrid Strabon”, un călugăr de la mănăstirea „St. Gall”, a remarcat în secolul al IX-lea, în discuțiile cu oamenii din Elveția și regiunile învecinate, că numai străinii i-au numit „alemani”, iar ei își spuneau „suevi”.
Numele pentru Germania în mai multe limbi romanice moderne ca franceza, portugheza și spaniola derivă de la numele de „alemani”.

### Prima mențiune explicită
Alemanii au fost prima dată menționați de Dio Cassius care descrie campania lui Caracalla din 213. La acel moment se pare că au locuit în bazinul râului Main, la sud de poporul Chatti.
Dio Cassius (78.13.4) îi portretizează pe alemani ca victime ale acestui împărat trădător. Ei i-au cerut ajutorul, spune Dio Cassius, dar în schimb el le-a colonizat țara, le-a schimbat denumirile locurilor și le-a executat războinicii sub pretextul de a veni în ajutorul lor. Când el a devenit bolnav, alemanii au susținut că au pus un blestem pe el (78.15.2). Caracalla, s-a afirmat, că a încercat contracarea acestui blestem prin invocarea spiritelor sale ancestrale.
Ca pedeapsă Caracalla a condus apoi legiunea Legio II Traiana Fortis împotriva alemanilor, care au pierdut și au fost pacificați pentru un timp. Ca urmare a acestei victorii, legiunea a fost onorată cu numele de "germanica". Historia Augusta, "Viața lui Antoninus Caracalla", se referă (10.5) la acel Caracalla care și-a luat apoi numele de "Alamannicus", Helvius Pertinax a afirmat că el ar trebui să fie numit Geticus Maximus, deoarece, în anul anterior el și-a ucis fratele vitreg care se numea Geta. Nefiind în termeni buni cu Caracalla, Geta a fost invitat la o reconciliere de familie, moment în care a fost surprins de centurioni în armata lui Caracalla și l-au ucis în brațele mamei sale "Iulia". Adevărat sau nu, Caracalla, a fost urmărit de "diavolii proprii", și a părăsit Roma și nu s-a mai întors niciodată.

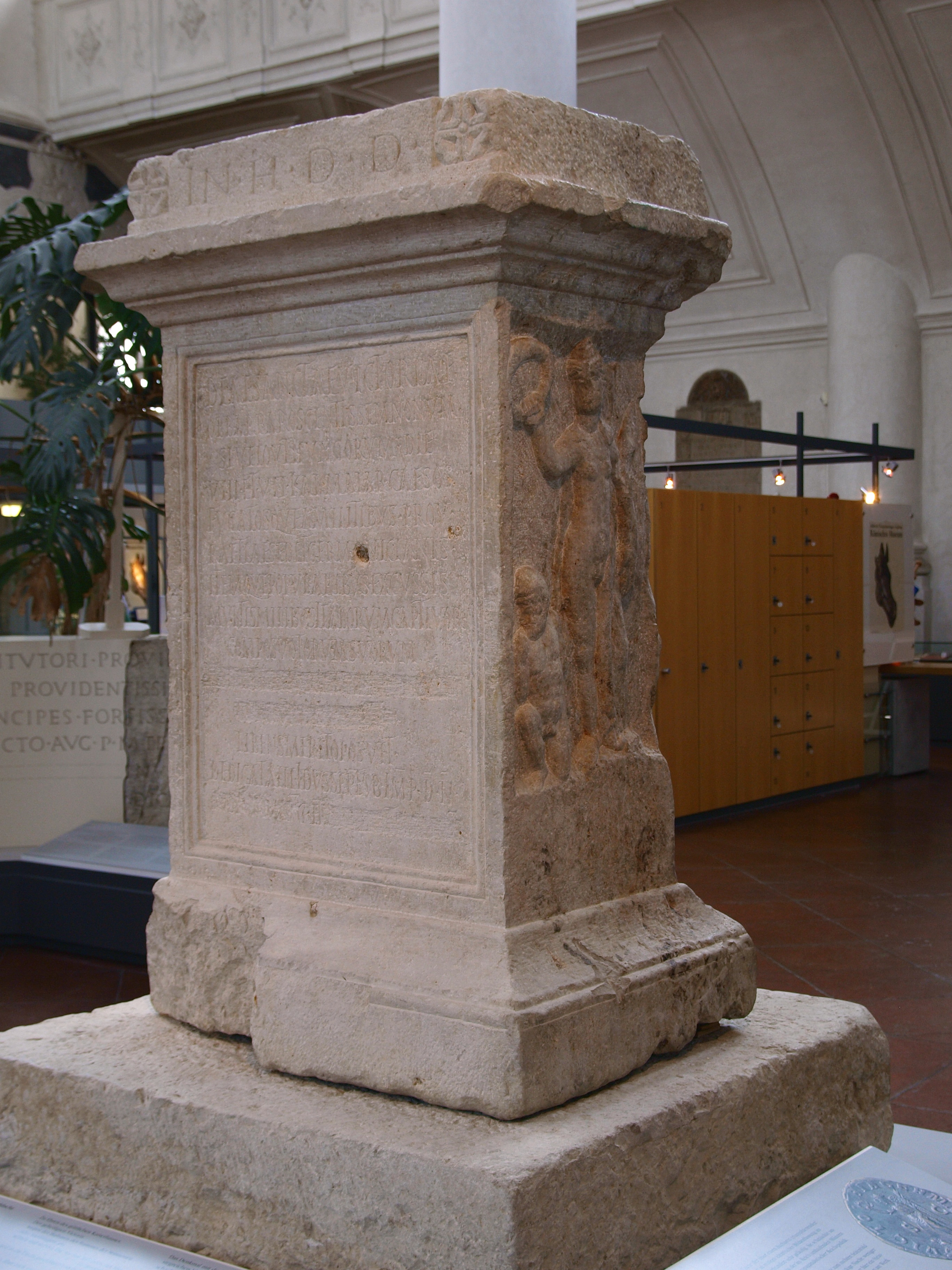
Altar al unei victorii romane

Caracalla a plecat la frontieră, unde pentru restul scurtei sale domnii a fost cunoscut pentru operațiunile sale imprevizibile și arbitrare lansate prin surprindere, sub un pretext al negocierilor pentru pace. Dacă el a avut vreun motiv de stat pentru astfel de acțiuni, acestea au rămas necunoscute pentru contemporanii săi. Indiferent dacă alamani au fost sau nu anterior neutri, ei au fost cu siguranță influențați de Caracalla pentru a deveni, ulterior dușmani notorii ai Romei.
Această relație reciprocă antagonistă este, probabil, motivul pentru care scriitorii romani au persistat în ai numi pe alamanii "barbari": "sălbatici". Arheologia, cu toate acestea, arată că aceștia au fost în mare parte romanizați, au trăit în case în stil roman și au utilizate artefacte romane, femeile alemanice au adoptat moda romană a tunincei chiar mai devreme decât bărbații.
Cele mai multe dintre ele au fost, probabil, rezidente sau aproape de frontierele provinciei Germania Superior. Deși Dio Cassius este primul scriitor care i-a menționat, Ammianus Marcellinus a folosit numele pentru a se referi la germanii de pe Limes Germanicus, în timpul lui Traian care a fost guvernator al provinciei la scurt timp după ce a fost formată, circa 98/99 d.Hr.. La acel moment, întreaga frontieră era fortificată pentru prima dată. Copacii din cele mai vechi fortificații găsite în Germania Inferior sunt datați dendrocronologic la 99/100 d.Hr. La scurt timp după aceea Traian a fost ales de Nerva ca succesor al său, a fost adoptat public în contumacie de Nerva cu puțin timp înainte de moartea sa. La 100 d.Hr. Traian s-a întors la Roma ca împărat, nu ca un "Consul".
Ammianus relatează că (xvii.1.11 Arhivat în 11 februarie 2006, la Wayback Machine.) mult mai târziu, împăratul Iulian a întreprins o expediție punitivă împotriva alemanilor, care pe atunci erau în Alsacia, și au traversat Main-ul (latină "Menus"), intrând în pădure, unde traseele au fost blocate de copaci tăiați. În timp ce iarna venea, ei au reocupat o 
"munimentum quod in Alamannorum solo conditum Traianus suo nomine voluit appellari"
"O fortificație care a fost fondată pe sol alemanic și pe care Traian a dorit să fie numită cu numele său"
În acest context, utilizarea denumirii de alemani este, probabil, un anacronism, dar arată că Ammianus credea că ei au fost același popor, care este în concordanță cu locația alemanilor din campaniile lui Caracalla.

### Alemanii și hermundurii
Ca sursă timpurie detaliată "Germania" de Tacit a fost uneori interpretată astfel încât a creat alte probleme istorice. În Capitolul 42 sunt descriși hermundurii, un trib situat cu siguranță în regiunea care mai târziu a devenit Turingia în Gemania. Tacit a afirmat că ei au făcut comerț cu provincia romană antică Raetia, care, după Ptolemeu este situată peste Dunăre lângă provincia Germania Superior. O concluzie logică este că hermundurii s-au extins mai târziu peste Suabia și, prin urmare, alemanii inițiali se trag din hermunduri.
Cu toate acestea, hermundurii nu sunt menționați de Ptolemeu, deși în timpul vieții lui Ptolemeu aceștia s-au unit cu marcomanii în războaiele din 166-180 împotriva Imperiului Roman. O lectură atentă a lui Tacit oferă o soluție. El spune că izvorul râului Elba este printre hermunduri, oarecum la est mai sus de râul Main. El îi plasează de asemenea, între nariști (variști), a căror poziție la marginea munților Pădurea Neagră este bine cunoscută. În plus, hermundurii au fost învinși în Războaiele Marcomanice și au făcut o pace separată cu Roma. Prin urmare alemanii probabil că nu au fost hermunduri, deși unele elemente ale lor poate au fost prezente în amestec la popoarele din acel moment care au devenit alemani.

### Geografialui Ptolemeu
Înainte de menționarea alemanilor în timpul lui Caracalla, s-ar căuta în zadar denumirea de alemani în geografia sudului Germaniei detaliată prea puțin de Ptolemeu care a scris-o în limba greacă, la mijlocul secolului al II-lea; este posibil ca la acel moment, oamenii care au folosit mai târziu numele de alemani să fi fost cunoscuți sub alte denumiri.
Cu toate acestea, unele concluzii se pot trage de la Ptolemeu. Germania Superior este ușor de identificat. Urmând Rinul în sus se ajunge la un oraș, "Mattiacum", care trebuie să fie la frontiera Germaniei Romane (vecinătatea Wiesbaden). Amonte de acesta, precum și între Rin și Abnoba (în Pădurea Neagră) sunt "Ingriones", "Intuergi", "Vangiones", "Caritni" și "Vispi", dintre care unele au fost acolo de la începutul imperiului sau chiar mai înainte. Pe de altă parte la nord de Pădurea Neagră a fost "Chatti" cam unde este Hessa astăzi, pe Mainul inferior.

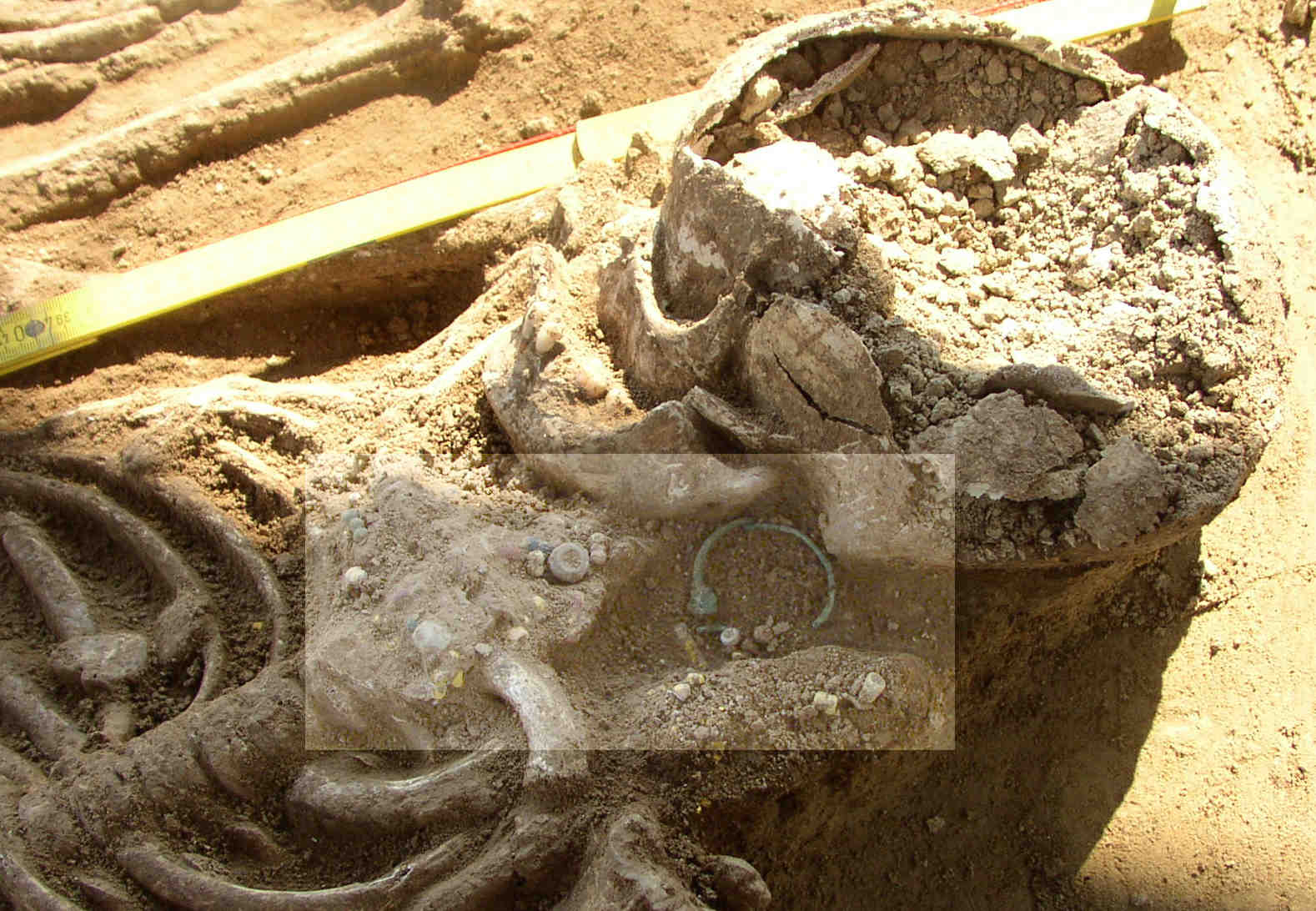
Mormântul unei femei alemane

În regiunea istorică Suabia se află astăzi landul Baden-Württemberg, dar Suabia a fost teritoriul cel mai important al Alemaniei medievale, cuprinzând toată provincia romană Germania Superior precum și teritorii la est de Bavaria. Aceasta nu include Mainul superior, dar aici a campat Caracalla. În plus, teritoriul provinciei Germania Superior nu a fost inițial inclus printre posesiunile alemanilor.
Cu toate acestea, o analiză a istoriei popoarelor din regiunea Mainului superior în nord, de la sud de Dunăre și de la est de Republica Cehă, unde erau stabiliți quaziii și marcomanii, arată că Ptolemeu nu menționează niciun trib. Există tribul tubanților doar la sud de tribul chattilor și la celălalt capăt a ceea ce a devenit apoi zona munților Pădurea Neagră, tribul variștilor, a căror poziție este cunoscută. Un posibil motiv pentru această distribuție este faptul că populația nu a locuit în păduri, cu excepția cazului în care erau vremuri tulburi. Regiunea dintre pădure și Dunăre include pe de altă parte circa 12 localități sau „cantoane”.
Punctul de vedere al lui Ptolemeu în legătură cu germanii din regiune indică faptul că structura tribală a pierdut aderența în regiunea Pădurea Neagră și a fost înlocuită printr-o structură numită „canton”. Triburile au rămas în provincia romană, poate pentru că romanii au oferit stabilitate. De asemenea, Caracalla probabil s-a simțit mai sigur dispunând de o campanie în Mainul superior, deoarece el nu a declarat război triburilor istorice specifice, cum ar fi chattii sau cheruscii, împotriva cărora Roma a suferit pierderi grele. În timpul lui Caracalla numele „alemani” a fost utilizat de cantoanele care s-au unit pentru a forma o armată cetățenească („bandele de război”).

### Popoarele germanice sub Ariovistus

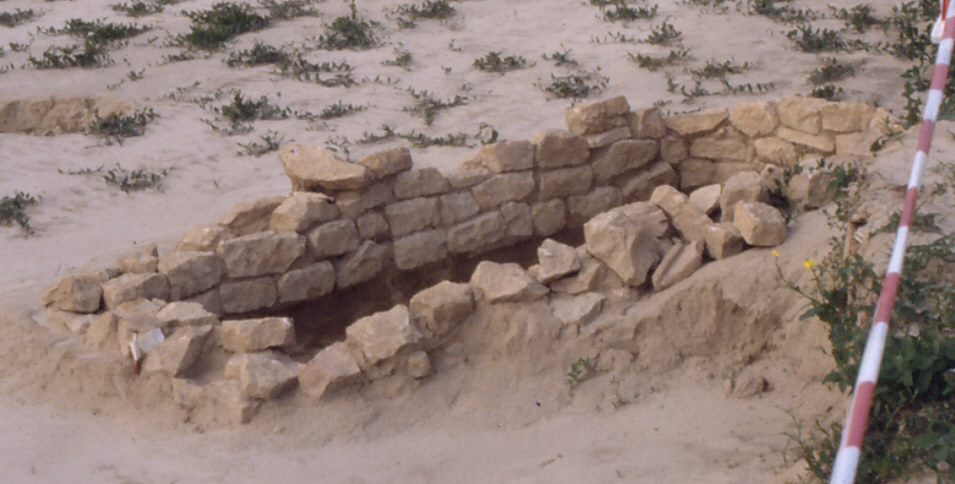
Mormânt în Bad Krozingen

Termenul de suebi are o dublă semnificație în sursele istorice. Pe de o parte, Germania lui Tacit ne spune că (Capitolele 38, 39) ei ocupau mai mult de jumătate din Germania și aveau un stil distinctiv de păr. Pe de altă parte suebii situați pe Dunărea superioară sunt descriși ca și cum aceștia au fost un trib.
Soluția acestui puzzle, precum și a explica împrejurările istorice care au condus la alegerea "Decumates Agri" ca punct de apărare și concentrare a germanilor pot fi, probabil, găsite în atacul german asupra orașului fortificat galic "Vesontio" în 58 î.Hr.. Rinul superior și Dunărea par a forma o pâlnie îndreptată direct spre "Vesontio".
Iulius Cezar în Războiul galic ne spune că (1.51 Arhivat în 11 ianuarie 2011, la Wayback Machine.) Ariovistus a adunat o armată de pe o regiune largă din Germania, dar mai ales haruzi, marcomani, triboci, vangioni, nemeți și sedusi. Suebii au fost invitați să se alăture. Ei locuiau în 100 cantoane (4.1 Arhivat în 11 ianuarie 2011, la Wayback Machine.) din care 1000 de tineri pe an, erau aleși pentru serviciul militar, un "cetățean militar" după standardele noastre și prin comparație cu armata romană profesionistă.
Ariovistus s-a implicat într-o invazie a Galiei, pe care Germania dorea s-o stabilească. Intenționând să ia orașul strategic Vesontio, el a concentrat forțele lui pe Rin în apropierea lacului Constance, și când au sosit suebii, au trecut Rinul. Galii au cerut la Roma ajutor militar. Cezar a ocupat primul orașul și i-a învins pe germani în fața zidurilor sale, el a măcelărit cea mai mare parte a armatei germane în timp ce încerca să fugă pe râu. El nu i-a urmărit lăsând intact ceea ce mai rămăsese din armata germană pe cealaltă parte a Rinului.
Galii erau ambivalenți în politicile lor față de romani. În 53 î.Hr. Treveri a rupt alianța lor și a încercat să scape de Roma. Cezar a prevăzut că va încerca acum să se alieze cu germanii. El a traversat Rinul pentru a preveni această situație, aceasta a fost o strategie de succes. Amintindu-și de înfrângerea lor, care i-a costat scump, de la Bătălia de la Vesontio, germanii s-au retras în Pădurea Neagră, devenind o populație mixtă dominată de suebi. În timp ce au părăsit casele lor tribale, probabil că au preluat toate cantoanele celtice aflate de-a lungul Dunării.

## Organizarea politică
Alemanii au stabilit o serie de organizări teritoriale numite pagi (cantoane) pe malul estic al Rinului. Numărul exact și amploarea acestor organizări este neclară și, probabil, s-a schimbat în timp.
"Pagile", de obicei perechile de "pagi" combinate, au format regate (regna), care, în general, se crede,că au fost permanente și ereditare. Ammianus Marcellinus îi descrie pe conducătorii alemani cu termene diferite: reges excelsiores ante alios ("regi mari"), reges proximi ("regi mai mici"), reguli ("regi mici") și regales ("prinți"). Aceste denumiri pot fi o ierarhie formală, sau pot fi vagi, care se suprapun în termeni, sau o combinație a ambelor. În 357, se pare că au fost doi "regi mari" (Chnodomar și Westralp), care, probabil, au acționat ca președinți de confederație, și șapte alți regi (reges). Teritoriile lor au fost mici și mai ales înșirate de-a lungul Rinului (deși câțiva erau în interior). Este posibil ca "reguli" să fi fost conducătorii celor două pagi în fiecare regat. Sub clasa regală au fost nobilii (numiți optimați de romani) și războinicii (numiți armati de către romani). Războinicii s-au organizat în bande profesionale și luau taxe de la oamenii liberi.  Fiecare nobil putea aduna o medie de cca. 50 războinici. 

## Conflictele cu Imperiul Roman

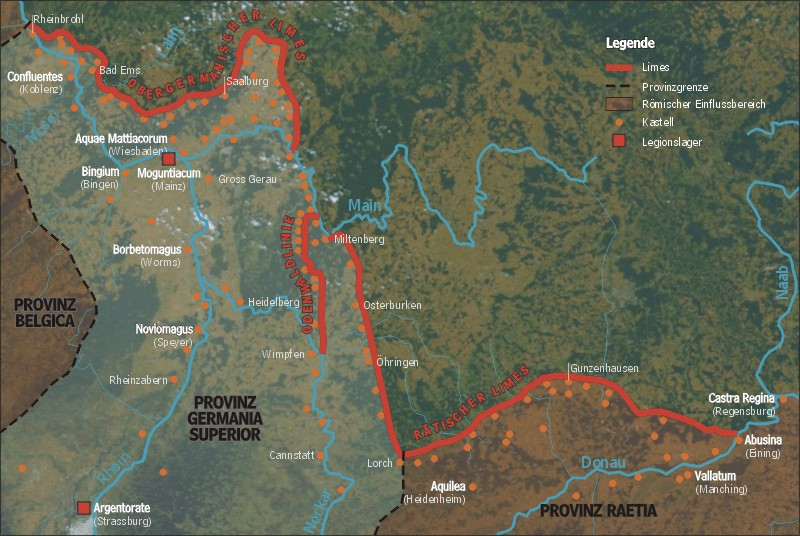
Limes Germanicus din 83 d.Hr la 260 d.Hr..

Alemanii au fost continuu angajați în conflicte cu Imperiul Roman.Ei au lansat o invazie majoră a Galiei și a nordului Italiei în 268, când romanii au fost obligați să mute cea mai mare parte a trupelor de la frontiera germană ca răspuns la o invazie masivă a goților din est. Raidurile lor de-a lungul celor trei părți ale Galiei au fost traumatice: Grigore din Tours (a murit în cca. 594) menționează forța lor distructivă în timpul lui Valerian și Gallienus (253-260), când alemanii conduși de "regele" lor, pe care el îl numește Chrocus, au distrus regiunile locuite de gali. 
La începutul verii anului 268, împăratul Gallienus a oprit înaintarea lor în Italia, dar apoi a trebuit să se confrunte cu goții. Când campania gotică s-a încheiat cu victoria romanilor, la Bătălia de la Naissus, în septembrie, succesorul lui Gallienus, Claudius al II-lea s-a întors spre nord pentru a face față alemanilor.
După ce eforturile de a asigura o retragere pașnică au eșuat, Claudius s-a luptat cu alemanii în Bătălia de la Lacul Benacus în noiembrie. Alemanii au fost dirijați, forțat înapoi în Germania, și nu au mai amenințat teritoriul roman mai mulți ani după aceea.
Lupta lor cea mai faimoasă împotriva Romei a avut loc în Argentoratum (Strasbourg), în 357, unde au fost învinși de Iulian, care a devenit mai târziu împărat al Romei, și Chnodomarius regele lor a fost luat prizonier la Roma.
Pe 02 ianuarie 366 alemanii au trecut din nou Rinul înghețat în număr mare, pentru a invada provinciile galice, de data aceasta au fost învinși de Valentinian I în Bătălia de la Solicinium.
În invazia de la 406, alemanii par să fi traversat râul Rin pentru ultima dată, cucerind și apoi stabilindu-se în ceea ce este astăzi Alsacia și o mare parte din Platoul Elvețian.

### Listă de lupte între romani și alemani
- 259, Bătălia de la Mediolanum—împăratul Gallienus îi învinge pe alemani pentru a salva Roma.
- 268, Bătălia de la Lacul Benacus—romanii sub împăratul Claudius II îi înfrâng pe alemani.
- 271
  - Bătălia de la Placentia— Împăratul Aurelian este învins de către forțele invadatoare ale alemanilor în Italia.
  - Bătălia de la Fano— Aurelian îi învinge pe alemani, care încep să se retragă din Italia.
  - Bătălia de la Pavia (271)— Aurelian distruge armata alemanilor care se aflau în retragere.
- 298
  - Bătălia de la Lingones—Constantius I îi înfrânge pe alemani.
  - Bătălia de la Vindonissa—Constantius îi învinge din nou pe alemani.
- 356, Bătălia de la Reims (356)— Iulian este învins de către alemani.
- 357, Bătălia de la Strasbourg— Iulian îi expulzează pe alemani din Rhineland.
- 367, Bătălia de la Solicinium—Romanii sub împăratul Valentinian I înfrâng încă o incursiune a alemanilor.
- 378, Bătălia de la Argentovaria—Împăratul de vest Grațian este victorios peste alemani.

## Alemanii și francii

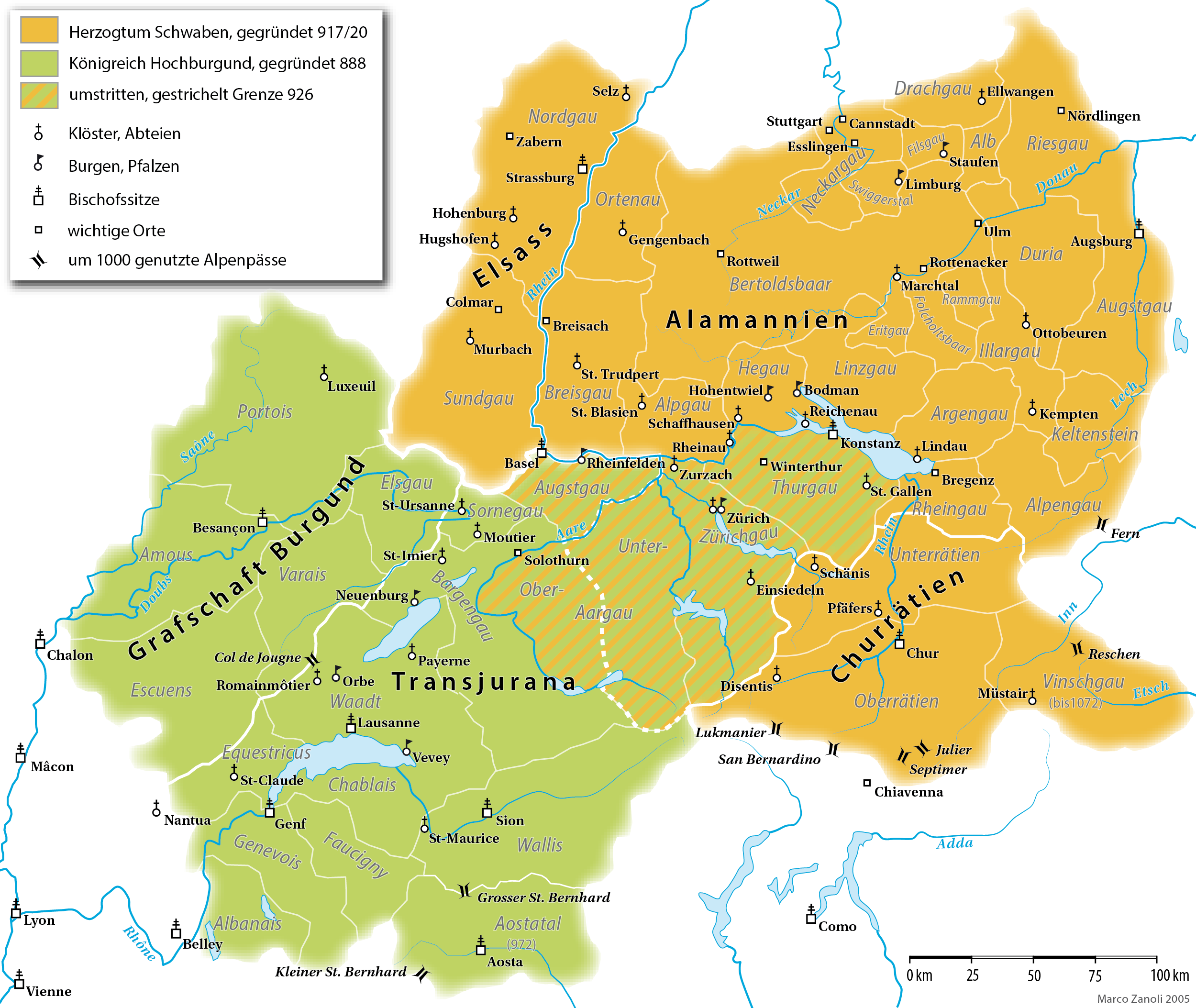
Alemania (galben) şi Burgundia Superioară(verde) în jur de 1000.

Regatul Alemania situat între Strasbourg și Augsburg a durat până în 496, când a fost cucerit de regele francilor Clovis I în Bătălia de la Tolbiac. Ulterior alemanii au intrat sub dominația francilor și au fost guvernați de un duce al francilor.
În 746, Carloman a încheiat o revoltă prin executarea sumară a nobilimii alemaniice la Cannstatt, și pentru secolul următor, Alemania a fost condusă de duci franci. După Tratatul de la Verdun din 843, Alemania a devenit o provincie a Regatului de Est al lui Ludovic cel German, precursor al Sfântului Imperiu Roman. Ducatul a persistat până în 1268.

## Creștinarea

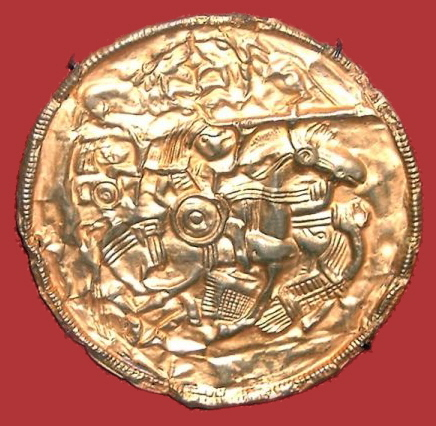
Artefact din aur de la Pliezhausen (secolul al VI-lea sau al VII-lea) prezintă iconografia tipică a perioadei păgâne. Artefactul descrie un razboinic înjunghiind un cal în timp ce trece peste el. Scena este adaptată de la epoca pietrelor funerare romane din regiune.

Creștinarea alemanilor a avut loc în timpul dinastiei merovingienilor (secolul al VI-lea la secolele al VIII-lea). Știm că în secolul al VI-lea, alemanii au fost predominant păgâni, iar în secolul al VIII-lea, au fost predominant creștini. Secolul al VII-lea a fost o perioadă de sincretism autentic în care simbolismul doctrinei creștine a crescut treptat în influență. 
Unii savanți au speculat că membrii elitei alemanice, cum ar fi regele Gibuld, care sub influența vizigoților poate au fost convertiți la arianism chiar și în secolul al V-lea.
La mijlocul secolului al VI-lea, istoricul bizantin Agathias de la Myrina relatează, în contextul războaielor dintre goți și franci împotriva Bizanțului, că alemanii luptă între trupele regelui franc Theudebald și erau ca francii în toate privințele, cu excepția religiei, deoarece aceștia
" ei venerează copacii, apele râurilor, dealurile și văile de munte, în a căror onoare au sacrificat cai, vite și nenumărate alte animale prin decapitarea lor, și toate acestea sunt un act de pietate."
De asemenea, el a vorbit despre cruzimea, în special a alemanilor, în distrugerea sanctuarelor creștine și în jafurile bisericilor, în timp ce francii autentici au fost respectuoși față de aceste sanctuare. Agathias își exprimă speranța că alemanii vor avea maniere mai bune prin contactul prelungit cu francii, această speranță, după toate aparențele, a devenit realitate în cele din urmă .
Apostolii alemanilor au fost sfântul Columban de Luxeuil și discipolul său Sfântul Gall. Jonas din Bobbio a scris despre activitatea lui Columban în Bregenz, unde a întrerupt un sacrificiu de bere pentru Wodan (Odin). În ciuda acestor activități, de ceva timp, alemanii par să-și fi continuat activitățile lor de cult păgân, doar cu elemente superficiale sau sincretice creștine. În special, nu există nicio schimbare în practica funerară, morminte cu tumul (movilă artificială, conică sau piramidală, din pământ sau din piatră, pe care unele popoare din antichitate o înălțau deasupra mormintelor) pentru războinici au continuat să fie ridicate în întreaga perioadă merovingiană. Sincretismul tradițional al stilului animal germanic cu un simbolism creștin este, de asemenea, prezent în opera de artă, dar simbolismul creștin devine tot mai răspândit în secolul al VII-lea. Spre deosebire de creștinarea târzie a saxonilor și a slavilor, alemanii par să fi adoptat creștinismul treptat, și în mod voluntar, deoarece creștinismul era răspândit în rândul elitei merovingiene.

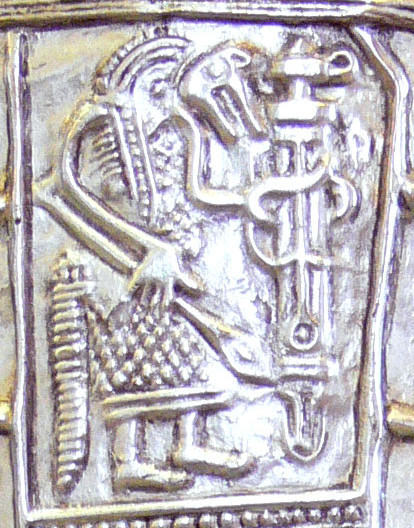
Teacă din secolul al VII-lea, găsită lângă Sigmaringen, Baden-Württemberg, este o mărturie târzie de ritual păgân în Alemania, arătând un războinic în costum ritualic de lup, care are un inel.

De la cca. 520 la 620, a existat un val de inscripții runice. Aproximativ 70 de exemplare au supraviețuit, aproximativ jumătate dintre ele pe fibule, altele pe cataramele centurilor și altele pe bijuterii și piese de arme. Utilizarea runelor dispare o dată cu avansaul creștinismului. Fibula de la Nordendorf (începutul secolului al VII-lea) consemnează în mod clar zei păgâni: logaþorewodanwigiþonar citit ca "Wodan și Donar sunt magicieni / vrăjitori", dar acest lucru poate fi interpretat fie ca o invocație păgână a puterilor acestor zeități, sau un farmec creștin de protecție împotriva lor.
O inscripție runică pe o fibulă găsită la Bad Ems reflectă sentimentul pios creștin (și este, de asemenea, în mod explicit marcată cu o cruce creștină), pe ea scrie god fura dih deofile ("Dumnezeu pentru / înaintea ta, Teofil!", sau, alternativ, "Dumnezeu înaintea ta, Diavole!"). Datată între 660 și 690 d.Hr., aceasta marchează sfârșitul tradiției native alemaniice de alfabetizare runică. Bad Ems este în Renania-Palatinat, la granița de nord-vest a teritoriului alemanic, unde influența francilor a fost mai puternică.
Construirea episcopiei din Konstanz nu poate fi datată exact și este posibil ca însuși Columbanus să se fi ocupat de asta (înainte de 612). În orice caz, ea a existat la 635, atunci când Gunzo l-a numit pe Ioan de la Grab episcop. Konstanz a fost o episcopie misionară în ținuturile nou convertite, și nu a avut legătură cu istoria bisericii romane târzii (spre deosebire de episcopia din Raetia de la Cuira, din 451) și Basel, care a fost un scaun episcopal de la 740, și care a continuat linia de Episcopi din "Augusta Raurica" (Kaiseraugst, Elveția). La începutul secolului al VII-lea "Pactus Alamannorum" abia menționează privilegiile speciale ale bisericii, în timp ce "Lantfrid's Lex Alamannorum" din 720 are un capitol întreg rezervat pentru problemele bisericești.

## Listă de conducători alemani

### Regi independenți
- Chrocus 306
- Mederich (tatăl lui Agenarich, fratele lui Chnodomar)
- Chnodomar 350, 357
- Vestralp 357, 359
- Ur 357, 359
- Agenarich (Serapio) 357
- Suomar 357, 358
- Hortar 357, 359
- Gundomad 354 (co-regent al lui Vadomar)
- Ursicin 357, 359
- Makrian 368–371
- Rando 368
- Hariobaud sec. al IV-lea.
- Vadomar vor 354–360
- Vithicab 360–368
- Priarius ?–378
- Gibuld (Gebavult) c. 470

### Duci sub suveranitatea francilor
- Butilin 539–554
- Leuthari I before 552–554
- Haming 539–554
- Lantachar din 548 (eparhia Avenches)
- Magnachar 565 (eparhia Avenches)
- Vaefar 573 (eparhia Avenches)
- Theodefrid
- Leutfred 570–587
- Uncilin 587–607
- Gunzo 613
- Chrodobert 630
- Leuthari II 642
- Gotfrid until 709
- Willehari 709–712 (în Ortenau)
- Lantfrid 709–730
- Theudebald 709–744